# Osteocephalus alboguttatus
Osteocephalus alboguttatus är en groddjursart som först beskrevs av George Albert Boulenger 1882.  Osteocephalus alboguttatus ingår i släktet Osteocephalus och familjen lövgrodor. IUCN kategoriserar arten globalt som livskraftig. Inga underarter finns listade i Catalogue of Life.